# فاسيل بوبوف
فاسيل بوبوف (بالبلغارية: Васил Емилов Попов)‏ هو لاعب كرة قدم بلغاري، ولد في 19 نوفمبر 1995 في صوفيا في بلغاريا. شارك مع منتخب بلغاريا تحت 19 سنة لكرة القدم. أما مع النوادي، فقد لعب مع سسكا صوفيا.

## وصلات خارجية
- فاسيل بوبوف على موقع الاتحاد الأوربي (الإنجليزية)
- فاسيل بوبوف على موقع قاعدة بيانات كرة القدم.إي يو (الإنجليزية)
- فاسيل بوبوف على موقع Soccerway.com (الإنجليزية)